# Rundetarn

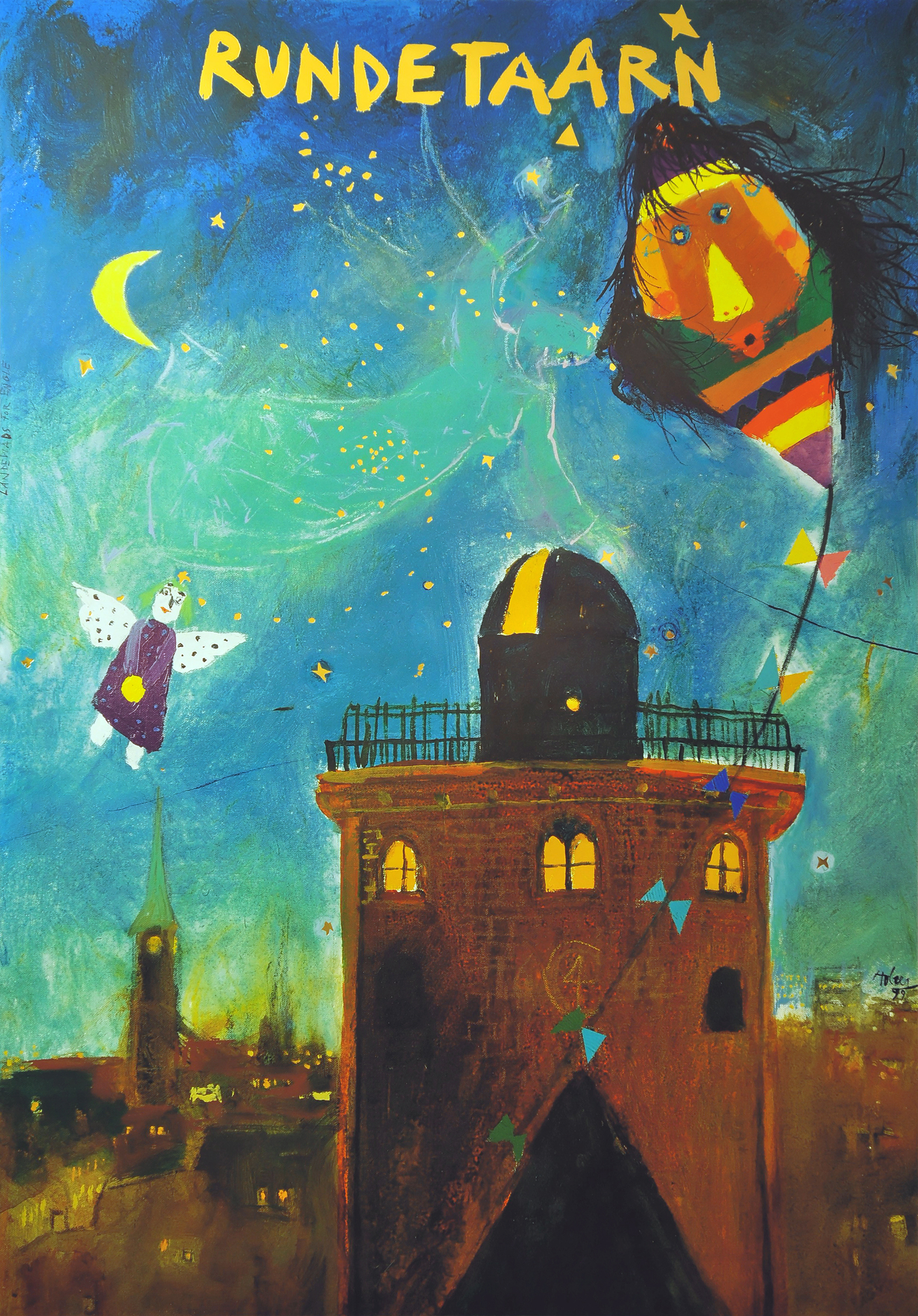
Adi Holzer: Rundetårn 1999.

A Rundetarn (em inglês:  Round Tower) é uma torre do século XVII localizada na região central de Copenhague, na Dinamarca. Um dos muitos projetos de arquitetura de Cristiano IV da Dinamarca, foi construída como um observatório astronômico. É mais conhecida por sua escada helicoidal de 7 voltas e meia que conduz até ao topo, e pelas exposições que proporcionam mais informações sobre Copenhague.